# Tama Point
Tama Point är en udde i Antarktis. Den ligger i Östantarktis. Norge gör anspråk på området.
Terrängen inåt land är kuperad åt sydost, men åt sydväst är den platt. Havet är nära Tama Point åt nordväst. Trakten är obefolkad. Det finns inga samhällen i närheten.